# Je mets de l'ordre
 (décembre 2019).
Pour plus de détails, voir Fiche technique et Distribution.
Je mets de l'ordre (titre original : « Ich räume auf ») est un essai cinématographique de 1979, tiré du pamphlet homonyme de la poétesse expressionniste allemande  Else Lasker-Schüler. Le réalisateur est Georg Brintrup, cinéaste allemand.

## Synopsis
Au début des années 1920, la poétesse juive allemande Else Lasker-Schüler (née le 11 février 1869 à Wuppertal-Elberfeld et décédée le 22 janvier 1945 à Jérusalem), mue par un fort ressentiment, attaqua en justice les éditeurs de ses œuvres encore non publiées. Elle considérait que ceux-ci avaient eu à son égard un comportement honteux qui la faisait, effectivement, se sentir exploitée. Karl Marx et sa Théories de la plus-value l'accompagnaient dans sa démarche pour «mettre de l'ordre», comme elle disait : un écrivain est un travailleur productif, non pas parce qu'il produit des idées, mais parce qu'il enrichit son éditeur lorsque celui-ci exploite ses écrits. L'écrivain (ou l'écrivaine) devient ainsi, le(la) salarié(e) d'un capitaliste. Elle s'est confrontée spécifiquement, à trois éditeurs : le très important Paul Cassirer, l'éditeur et marchand d'art, Alfred Flechtheim et l'éditeur Kurt Wolff. Elle les rencontrait dans leurs bureaux privés ou dans le Café Romain (Romanisches Café), à Berlin. Tous les trois étaient déjà millionnaires avant la Première guerre mondiale. En revanche, Else Lasker-Schüler a vécu dans une grande pauvreté, devant quelquefois, pour se procurer des exemplaires de ses propres livres, les voler des présentoirs. Dans son indigence, elle trouvait abri dans des obscurs souterrains la nuit, afin de ne pas geler. Sa situation précaire l'a fait envisager, dans un moment de désespoir, de mettre fin à ses jours en se jetant dans la rivière Sprée. Mais elle surmonte ce moment de déchéance en pensant que son suicide aurait été, pour ses éditeurs, rien d'autre qu'un événement publicitaire, une réclame bienvenue. Elle décide de continuer la lutte pour ses idées : dans la dernière partie du film, on la voit porter, dans d'autres endroits en Allemagne, l'information de sa démarche contre ses éditeurs et l'invitation aux hommes et aux femmes de lettres à se joindre à la vive demande de revendication et de reconnaissance en tant que créateurs d'œuvres d'art. En un mot : « à mettre de l'ordre ».

## Le titre
Le titre du film est le même que celui du texte polémique (et accusateur) de Else Lasker-Schüler : Ich räume auf! Meine Anklage gegen meine Verleger. (Je mets de l'ordre! Mon accusation contre mes éditeurs), paru en 1925, chez Lago, Zurich, Suisse.

## Fiche technique
- Titre original : Ich räume auf
- Réalisation : Georg Brintrup
- Scénario : Georg Brintrup
- Image : Ali Reza Movahed
- Script e montage : Carlo Carlotto
- Son : Hans Peter Kuhn
- Mixage audio : Fausto Ancillai
- Musique : Arnold Schönberg
- Sociétés de production : WDR, Big Sky, Bitomsky, Brintrup Filmproduktion,
- Pays d'origine :  Allemagne de l'Ouest
- Dates de tournage : septembre 1979
- Durée : 60 min
- Format : couleur - 16 mm - Monophonique
- Genre : essai cinématographique
- Dates de sortie : Allemagne : 23 décembre 1979

## Distribution
- Gisela Stein : Else Lasker-Schüler
- Frank Burkner : Paul Cassirer
- Hanns Zischler : Alfred Flechtheim
- Ulrich Gregor : Kurt Wolff
- Hans Christoph Buch : Franz Werfel
- Harun Farocki : un ami

## Accueil critique
« Le film « Ich räume auf » (Je mets de l'ordre) de Georg Brintrup,  se situe dans la ville de Berlin du premier quart du XXe siècle. Il cerne, spécifiquement,  la réclamation de l'écrivaine Else Lasker-Schüler contre ses éditeurs. La façon précautionneuse et d'une grande précision qu'utilise le réalisateur le lient à l'expression écrite. Sous la forme du Réalisme Héroïque, le résultat est un film très poétique qui traite d'un sujet toujours d'actualité : l'exploitation et la corruption de la production esthétique, qui dénaturent toute œuvre d'art. »

— Monika M. Hielscher in "Medium", 10, 1980, cahier no 5